# 霍伊策特
霍伊策特是德国莱茵兰-普法尔茨州的一个市镇。总面积2.15平方公里，总人口125人，其中男性69人，女性56人（2011年12月31日），人口密度58人/平方公里。